# 1番街 (マンハッタン)

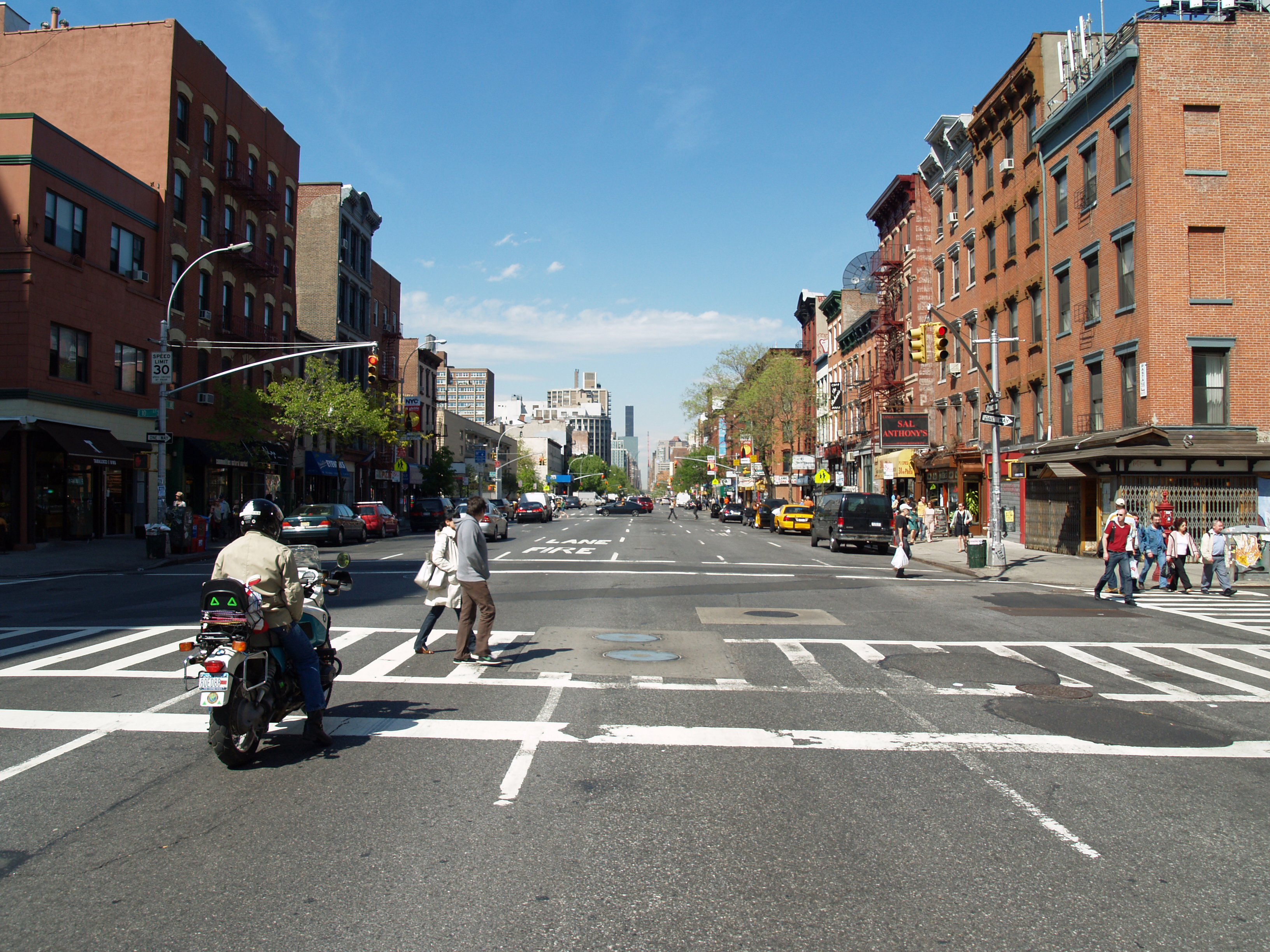
10丁目から1番街沿いを北に見た風景。

1番街（いちばんがい、英: First Avenue（）、1st Avenueとも表記）はアメリカ合衆国ニューヨーク市マンハッタン区イースト・サイドを南北に縦断する「アヴェニュー」と呼ばれる通り。ハウストン・ストリートを起点にウィリス・アベニュー橋 (en) まで北へ125ブロック以上を経由し、ハーレム川沿いの東127丁目でブロンクスのウィリス・アベニューに接続する。ハウストン・ストリート以南は、アレン・ストリート (en) に名を変えキャナル・ストリートに接続している。1951年6月4日から、北行きの一方通行となった。
2011年、50丁目より南の区間には車道の左側に自転車道が整備された。
ほとんどが住宅地を通り、また42丁目と45丁目 (en) の間は国連本部ビルに接しているため4車線の地下道になっている。
マンハッタン島内の通りは南北を縦貫する通りを「アヴェニュー」といい、東西を横断する通りを「ストリート」という。1番街はマンハッタン内の主要なアヴェニューと同様に、1811年委員会計画の一環で、島を縦貫する12本のアヴェニュー（1番街から12番街）の一つとして設計された。
かつてハウストン・ストリートから23丁目まではIRTの2番街線の高架があった。2番街線は1番街23丁目交差点から西へ折れ、2番街23丁目交差点を北進していたが、1942年に廃止された。